# سواقة مؤازرة

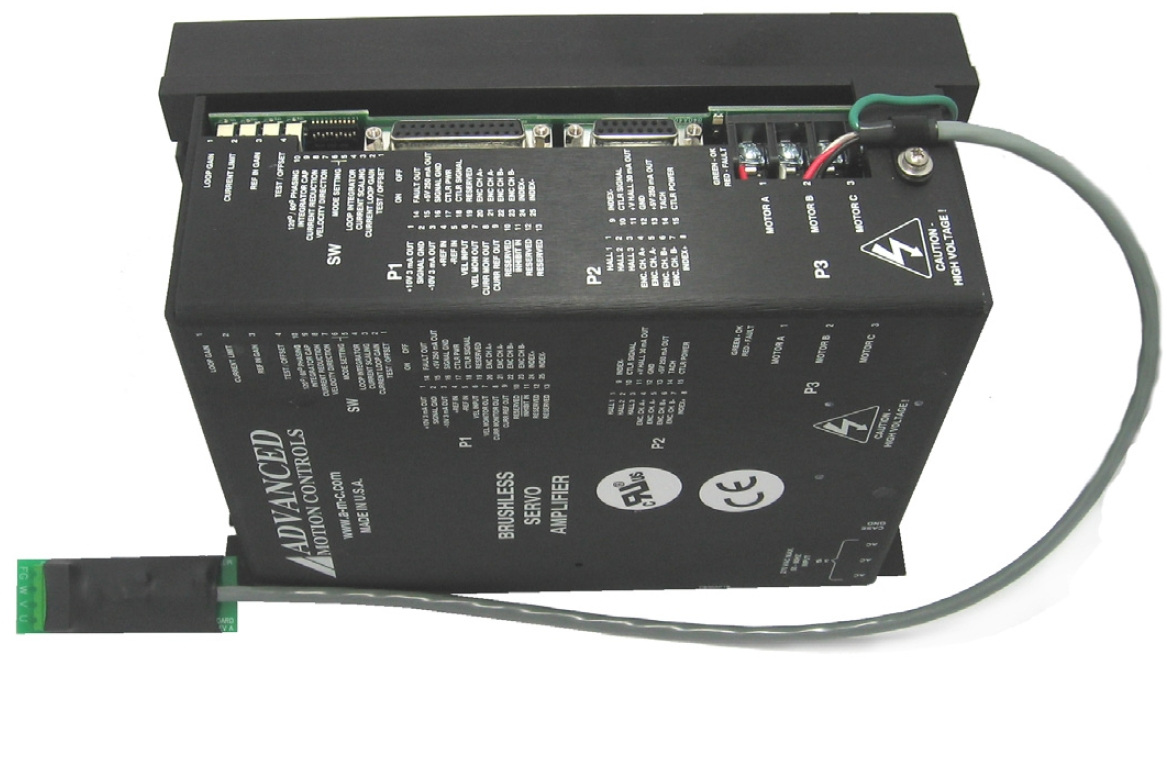
سواقة مؤازرة

سواقة المؤازرة (بالإنجليزية: Servo drive)‏ مضخم إلكتروني خاص يستخدم في عملتي تشغيل والتحكم في محركات السيرفو. يقوم الدرايف بمراقبة إشارة التغذية المرتدة من المحرك للتحكم في السرعة، عزم الدوران والموضع.

## الوظيفة
تتلقى سواقة المؤازرة إشارة من نظام التحكم ثم تقوم بتضخيم الإشارة قبل أن يقوم بنقلها مع التيار الكهربائي إلى المحرك من أجل إنتاج الحركة المطلوبة. عادة ما تكون تلك الإشارة إشارة سرعة أو عزم دوران (في حالة المحرك المؤازر الدوار لا الخطي) أو موضع.
يهدف المستشعر المتصل بالمحرك المؤازر إلى الإشارة إلى الحالة الفعلية للمحرك إلى السواقة لتقوم السواقة بمقارنة الإشارة مع الموضع المطلوب. ثم تقوم بتغيير الجهد أو التردد أو عرض النبضة ليتم تصحيح أي انحراف عن الوضع المطلوب.
قديما، كانت أغلب السواقات لا تعمل إلا مع المحركات المؤازرة التابع لنفس الشركة. أما الآن فقد تطورت الأجهزة لتعمل مع أكثر من نوع محركات، على سبيل المثال تعمل المحركات المؤازرة التابعة لشركة نايلاب مع كلا من:
- سيمينز إلكتريك.[5]
- شنايدر إليكتريك.[6]
- ياسكاوا إلكتريك.[7]
- أومرون.[8]
- سي إم زد.[9]
- بي أند أر.[10]
- أيه أم سي.[11]
- روبوكس.[12]
- كيه إيه بي.[13]

## الاستخدام

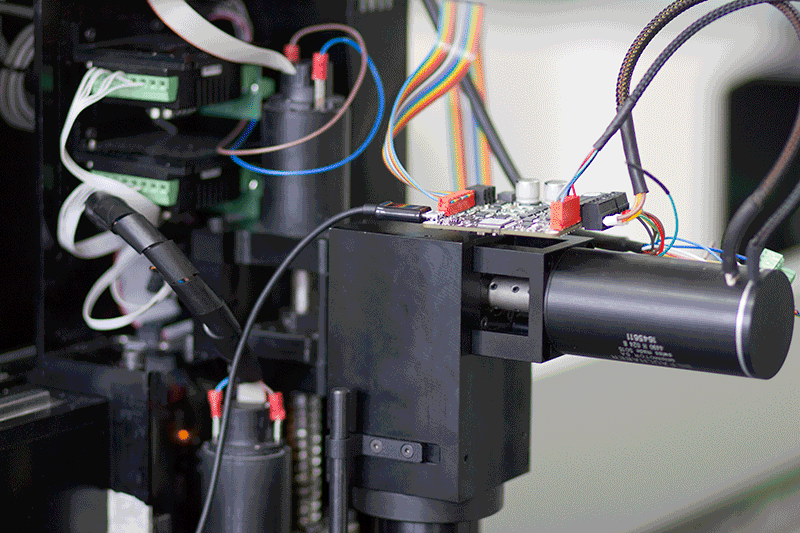
سواقة مؤازرة من طراز أو إي إم التابع لشركة إنجينا مثبت على العضو الدوار لماكينة السي إن سي يتحكم في محرك من طراز فاول هابر.

يمكن استخدام المحركات المؤازرة بالسواقات الخاصة بها في العديد من التطبيقات الهندسية مثل ماكينات السي إن سي، التشغيل الآلي للمصانع، الروبوتات والعديد من الاستخدمات الأخرى. تمتاز المحركات المؤازرة عن نظيرتها من محركات التيار المستمر والتيار المتردد باحتوائها على إشارات مرجعية من المحرك قادمة من الإنكودر. تستخدم هذه الإشارات للكشف عن الحركات غير المرغوب فيها أو لضمان دقة الحركة التي يتم توجيهها.
تمتاز المحركات المؤازرة أيضًا بعمرها الطويل الأطول من محركات التيار المتردد، كما تمتاز بقدرتها على كبح الحركة سريعا (الوصول بالسرعة إلى صفر) والوصول إلى السرعة القصوى في مدة زمنية قصيرة.

## وصلات خارجية
- حرب الأنظمة الغازية مع الأنظمة الكهربية
- ما الفرق بين صمام التحكم الغازي والسيرفو- يوتيوب